# Сабаль пальмовидный
Са́баль пальмови́дный, или Пальме́тто, или Латания (лат. Sābal palmētto) — вид пальм рода Сабаль.
Дерево было выбрано символом двух штатов США — Флориды и Южной Каролины. Стилизованное изображение сабаля пальмовидного размещено на флаге Южной Каролины.

## Ботаническое описание

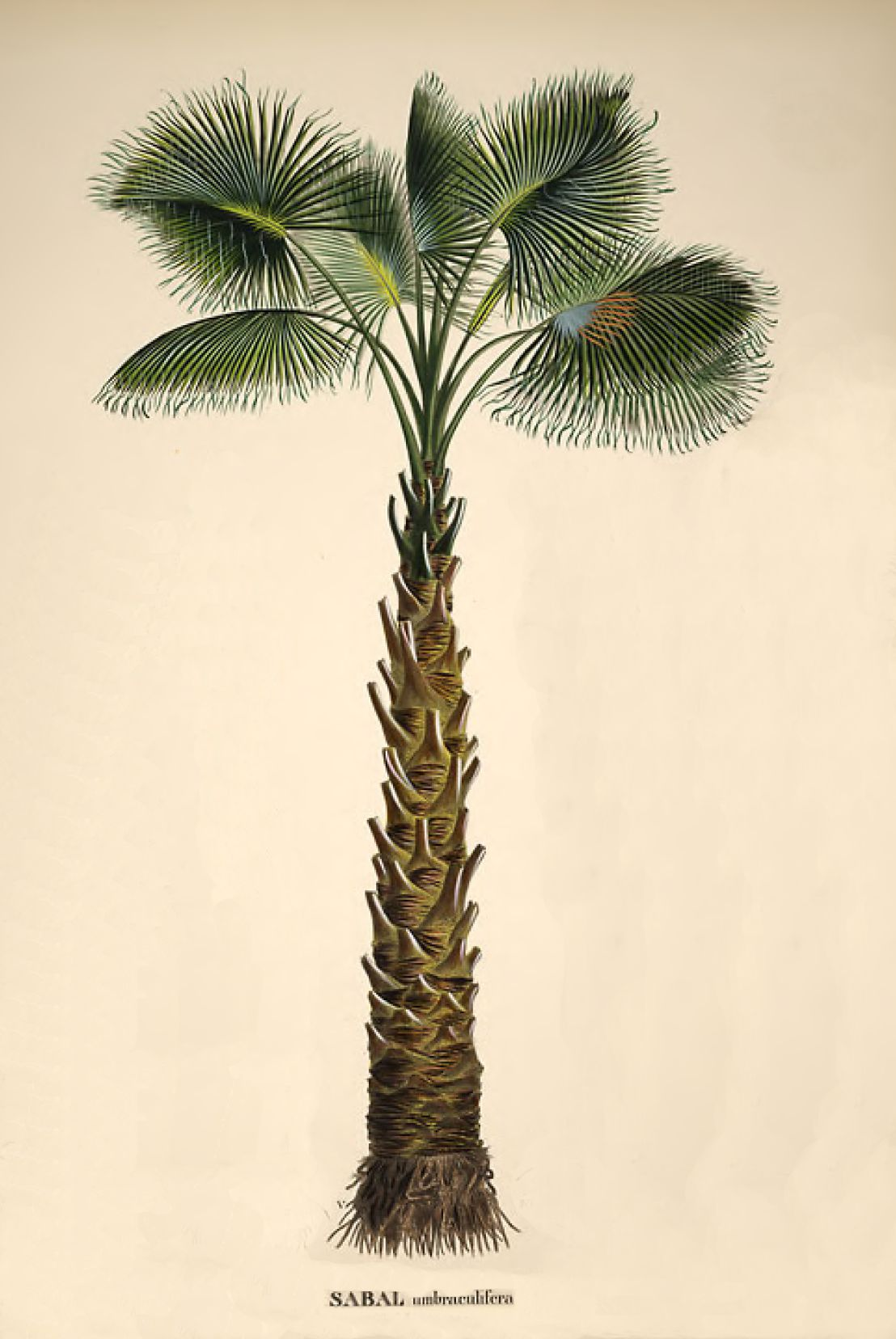
Ботаническая иллюстрация из книги Карла Марциуса и Фердинанда Бауэра «Historia naturalis palmarum», 1820-е

Пальмы с высотой ствола 6—25 м и диаметром до 50—60 см.
Листья веерообразные; листовые пластинки в очертании почти округлые, разделены на 55—120 сегментов. Черешок до 1,5—2 м длиной, без шипов.
Соцветия сложнометельчатые длиной до 2 м.
Плод — чёрная мясистая шаровидная костянка. Семена полусферические, сплющенные.

## Распространение и среда обитания
Ареал вида в дикой природе — юго-восток США от Северной Каролины на севере до Флориды на юге.

## Хозяйственное значение и применение
В странах с субтропическим климатом используется в качестве декоративного растения.
На родине лёгкую и мягкую, но прочную и трудно поддающуюся гниению древесину используют в качестве строительного материала.
Молодые листья и почки употребляют в пищу, за что эту пальму прозвали капустной.
В России в культуре на Черноморском побережье Кавказа.

## Ботаническая классификация

### Синонимы
По данным The Plant List на 2013 год, в синонимику вида входят:
- Chamaerops palmetto (Walter) Michx.
- Corypha palmetto Walter
- Corypha umbraculifera Jacq., nom. illeg.
- Inodes blackburniana (Schult. & Schult.f.) O.F.Cook
- Inodes palmetto (Walter) O.F.Cook
- Inodes schwarzii O.F.Cook
- Sabal bahamensis (Becc.) L.H.Bailey
- Sabal blackburnia Glazebr., nom. inval.
- Sabal blackburniana Schult. & Schult.f.
- Sabal blackburniana Glazebr.
- Sabal jamesiana Small
- Sabal parviflora Becc.
- Sabal schwarzii (O.F.Cook) Becc.
- Sabal umbraculifera Mart.
- Sabal viatoris L.H.Bailey